# Благодарновский сельсовет (Тюльганский район)
Благодарновский сельсовет — сельское поселение в Тюльганском районе Оренбургской области Российской Федерации.
Административный центр — село Благодарное.

## История
Статус и границы сельского поселения установлены Законом Оренбургской области от 2 сентября 2004 года № 1424/211-III-ОЗ «О наделении муниципальных образований Оренбургской области статусом муниципального района, городского округа, городского поселения, установлении и изменении границ муниципальных образований».

## Население
| 2010  | 2012  | 2013  | 2014  | 2015  | 2016  | 2017  |
| ----- | ----- | ----- | ----- | ----- | ----- | ----- |
| 1198  | ↘1175 | ↘1173 | ↘1157 | ↘1131 | ↘1102 | ↘1058 |
| 2018  | 2019  | 2020  | 2021  |       |       |       |
| ↘1031 | ↗1039 | ↗1040 | ↘1027 |       |       |       |

## Состав сельского поселения
| № | Населённый пункт | Тип населённого пункта       | Население |
| - | ---------------- | ---------------------------- | --------- |
| 1 | Астрахановка     | село                         | 248       |
| 2 | Благодарное      | село, административный центр | 625       |
| 3 | Егорьевка        | хутор                        | 10        |
| 4 | Екатериновка     | село                         | 149       |
| 5 | Парфирьевка      | хутор                        | 3         |
| 6 | Романовка        | село                         | 163       |